# Zabalam
Koordinaten: 31° 45′ N, 45° 53′ O
Zabalam war eine sumerische Stadt in Süd-Mesopotamien. Der Ort war von der Uruk-III-Zeit bis in die altbabylonische Periode besiedelt. Die Stadt war ein wichtiger Kultort der Göttin Inana/Ištar.

## Name
Der Name der Stadt ist ab Uruk-III (3100–2900 v. Chr.) belegt. Er wurde mit den Zeichen AB/UNUG.MÙŠ geschrieben, wobei MÙŠ ein Logogramm für Inana ist und AB/UNUG „Ort“ bedeutet oder ein bestimmtes Gebäude bezeichnet. In der altbabylonischen Zeit wurde das Logogramm für die Stadt entweder „Zabala“ oder „Sugal“ gelesen. Letztere Lesung war der akkadische Name der Stadt zur damaligen Zeit, und S/Šugallītu war der akkadische Name für Ištar von Zabalam.

## Ausgrabung
Die Stadt war im modernen Ibzēḫ/Buzaiḫ lokalisiert. Der Ort befindet sich 8 km nördlich von Tall Ğūḫa (Umma) und 14 km nordnordwestlich von Umm al-ʿAqārib. Raubgrabungen fingen spätestens in den 1920ern an und verstärkten sich nach dem Zweiten Golfkrieg. Das State Board of Antiquities and Heritage in Iraq unternahm offizielle Ausgrabungen in den Jahren 2001–2002, um den Ort vor Plünderung zu schützen. Aufgrund der dauerhaften und intensiven Raubgrabungen ist der Ort heute fast völlig zerstört und unwiederbringlich für die Archäologie verloren. Während der Surveys von Robert McCormick Adams und Hans J. Nissen wurden Objekte aus der mittleren Uruk-Zeit bis in die altbabylonische Zeit gefunden.
In der altbabylonischen Zeit gab es noch eine andere Stadt, die auch Zabalam hieß, im Bereich von Terqa.

## Geschichte

### Uruk III
In der Zeit von Uruk III war Zabalam ein Mitglied der Städteverbindung unter der Führung von Uruk. Zabalam spielte offenbar eine große Rolle, da es bereits in der „Archaischen Städteliste“ Teil einer Gruppe von Städten, zusammen mit Ur, Nippur, Uruk und Larsa vorkommt. Die Stadt war schon in dieser Zeit als wichtiges Zentrum des Inana-Kultes bekannt.

### Frühdynastische Zeit
Aus der Frühdynastisch-IIIb-Zeit sind Texte aus einem Zeitraum in ca. 100 Jahren belegt. Die Stadt war abhängig von Umma. Die Wirtschaft war um den Tempel von Inana herum konzentriert. Die wirtschaftliche Tätigkeit war auf Produktion und Verteilung von Handelswaren, Landwirtschaft, Personal- und Arbeitsteilung und Kauf von Land und Häusern konzentriert. Zwei gefundene mathematische Texte weisen auf die Existenz einer Schreiberschule in der Stadt hin.

### Akkadzeit
Zabalam wurde von Sargon von Akkad erobert, blieb aber unter dem Einfluss von Umma. Die Stadt nahm am Aufstand gegen Rimuš teil und erlitt eine Niederlage. Lugalgalzu, der Herrscher von Zabalam, wurde gefangen genommen. Später rebellierte die Stadt gegen Narām-Sîn zusammen mit anderen sumerischen Städten („Great Revolt“). Narām-Sîn und Šar-kali-šarri renovierten verschiedene Tempel in sumerischen Städten, darunter auch Inanas Tempel in Zabalam, da er ein wichtiger Kultort war.

### Ur-III-Zeit
Unter der Herrschaft der 3. Dynastie von Ur gehörte Zabalam immer noch zur Provinz der Stadt Umma. Wegen der Bedeutung des lokalen Kults von Inana stand Zabalam unter der Kontrolle der Königsfamilie.

### Altbabylonische Zeit
Zabalam war eine Provinz der Reiche von Isin, Larsa und Babylon. Die Stadt hatte bis in die altbabylonische Zeit kultische Bedeutung.
Nach dieser Periode wurde die Stadt wahrscheinlich verlassen.